# Adele
Adele Laurie Blue Adkins (London, 1988. május 5. –) Emmy-, Oscar-, Golden Globe-, valamint tizenhatszoros Grammy-díjas angol énekes-dalszerző. Mezzoszoprán énekhangjáról és szentimentális dalszerzéséről ismert. A Time magazin 2012-ben, 2016-ban és 2022-ben a világ legbefolyásosabb emberei közé választotta.
Zenei tanulmányait a londoni BRIT Schoolban végezte, amit 2006 májusában fejezett be. Ezek után futott be egy ajánlat az XL lemezkiadótól. 2008-ban jelentette meg első stúdióalbumát, a 19-et, amelyről megjelentek a Chasing Pavements és a Make You Feel My Love című dalai; mindkettő bejutott a Top 5-be az Egyesült Királyságban. A 19 több mint 2,5 millió példányban kelt el az Egyesült Királyságban, és bekerült minden idők 20 legkelendőbb debütáló albuma közé az Egyesült Királyságban. 2009-ben Adele elnyerte az 51. Grammy-gálán A legjobb új előadónak járó Grammy-díjat.
Második stúdióalbuma, a 21 2011-ben jelent meg. Több mint 31 millió eladott példánnyal a 21. század legkelendőbb albuma. A 21 a legjobban teljesítő album az amerikai slágerlisták történetében, 24 hétig vezette a Billboard 200-as albumlistát. A Rolling in the Deep, a Someone like You és a Set Fire to the Rain című kislemezei világszerte a slágerlisták élére kerültek, és Adele legnagyobb slágerei közé tartoznak. Az album rekordot jelentő hat Grammy-díjat kapott, köztük elnyerte Az év albumának járó díjat. 2012-ben kiadta a Skyfall című dalát, az azonos című James Bond-filmhez készített kislemezét, amellyel elnyerte A legjobb eredeti dalnak járó Oscar-díjat.
Adele harmadik stúdióalbuma, a 25 2015-ben jelent meg, és első heti eladási rekordokat döntött az Egyesült Királyságban és az Egyesült Államokban. Az Egyesült Államokban továbbra is ez az egyetlen album, amelyből egy hét alatt több mint hárommillió példányt adtak el. A 25 öt Grammy-díjat nyert el, köztük Az év albuma elismerést. Első kislemeze, a Hello világszerte hatalmas sikert aratott. Negyedik stúdióalbumáról, a 2021-ben megjelent 30-ról kiadta a listavezető és Grammy-díjas Easy on Me című kislemezt. A 25 és a 30 lett a legkelendőbb album világszerte 2015-ben és 2021-ben, beleértve az Egyesült Államokat és az Egyesült Királyságot is. 2023-ig bezárólag a 19 kivételével minden stúdióalbuma vezette a világ legkelendőbb albumainak éves listáját.
Adele minden idők egyik legsikeresebb zenei előadója, több mint 120 millió eladott lemezzel világszerte. A 21. század legkelendőbb női előadója az Egyesült Királyságban, és a 2010-es évtized legkelendőbb előadója az Egyesült Államokban és világszerte. A 21 és a 25 című stúdióalbumai a 2010-es évtized két legkelendőbb albumai voltak az Egyesült Királyságban, és mindkettő a brit slágerlisták történetének legsikeresebb albumai között szerepel, míg az Egyesült Államokban mindkettő gyémánt minősítéssel rendelkezik, ami rekordnak számít a 21. században debütált előadók között.

## Gyermekkora
Adele Laurie Blue Adkins 1988. május 5-én született London Tottenham kerületében. Édesanyja Penny Adkins, édesapja a walesi származású Mark Evans. Nem sokkal Adele születése után Evans elhagyta a családot, így Penny egyedül nevelte közös gyermeküket. Adele négyéves korában ismerkedett meg a zene alapjaival, ekkor énekelni kezdett. Az évek múlásával sem távolodott el a zenétől, elmondása szerint szabadidejében olvasás helyett is inkább énekelt. 1997-ben Adele és édesanyja egy munkalehetőség miatt Brightonba költözött.
Két évvel később, 1999-ben azonban visszatértek Londonba; elsőként Brixton negyedbe, majd a dél-londoni West Norwoodba. 2004-ben, vagyis tizenhat évesen Adele itt írta meg első dalát, a később áttörő sikert hozó Hometown Gloryt. Zenei tanulmányait a híres BRIT Schoolban végezte, amit 2006 májusában fejezett be. Ugyanott, ahol korábban Leona Lewis, Katie Melua, Kate Nash, a The Kooks tagjai és Amy Winehouse is tanultak; Lewis az osztálytársa volt. Akkoriban Adele egyáltalán nem készült énekesnőnek, sokkal jobban érdekelte a menedzselés, illetve szívesen segédkezett volna más előadók karrierjének beindításában.

## Karrier

### 2006–2010: A kezdetek és19
Egy iskolai projekt keretein belül felvett egy háromdalos demót, melyet egyik barátja feltöltött a MySpace-re, ahol hatalmas sikere lett a hallgatók körében. Ezek után futott be egy telefonhívás az XL lemezkiadó fejétől, aki ajánlatot tett az énekesnőnek. Habár eleinte voltak kétségei a kiadóval szemben, de az ott dolgozó új menedzsere, Jonathan Dickins szava és kedvenc előadója, Jamie T ottléte elégnek bizonyult ahhoz, hogy 2006 szeptemberében ő is leszerződjön a kiadóval.

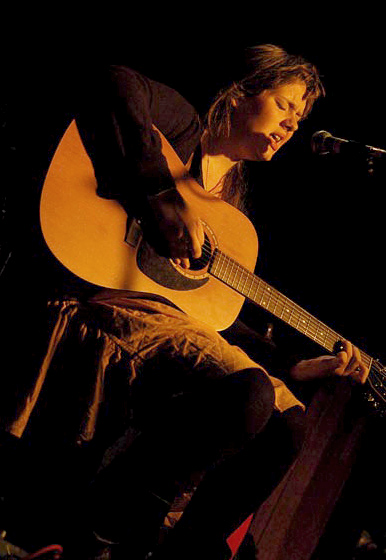
Adele londoni fellépése közben 2007-ben

Adele részt vett a Jack Peñate debütáló albumán található My Yvonne című dal felvételén, melyben vokálozott; ekkor találkozott először Jim Abbiss producerrel, akivel később saját debütáló stúdióalbumán, a 19-en, majd a 21-en is együtt dolgozott. 2007 júniusában debütált Adele a televízióban, amikor Daydreamer című dalát adta elő a BBC csatorna Later... with Jools Holland műsorában. Az áttörést hozó dala, a Hometown Glory 2007 októberében jelent meg.
A Hometown Glory meghozta neki a várva várt áttörést: megkapta a BRIT Awardson a „Kritikusok díját”, és elnyerte a BBC szavazásán a „2008 hangja” címet. Első nagylemeze, az énekesnő életkoráról elnevezett 19 kezdésként rögtön a brit albumeladási lista élén találhatta magát. Második kislemeze, a Chasing Pavements 2008. január 14-én, két héttel az album előtt jelent meg, és olyannyira sikeresnek bizonyult, hogy a brit kislemezlistán a második helyig jutott, majd négy hétig ott is tartózkodott. A 19 esélyes volt a 2008-as Mercury-díjra is. 2008 márciusában Adele szerződést kötött a Columbia lemezkiadóval, így az album 2008. június 20-án Amerikában is megjelenhetett. Az album megjelenése előtt Adele egy rövid észak-amerikai turnéra indult. A Billboard magazin a következőt írta az énekesnőről: „Adele-nak megvan a lehetősége arra, hogy generációja egyik legnagyobb és legelismertebb nemzetközi előadója legyen.” Az An Evening with Adele elnevezésű turnéja 2008 májusában startolt és 2009 júniusáig tartott.

2008-ban számos koncertet lemondott az Egyesült Államokban, hogy akkori párjával tölthessen több időt. 2009 júniusában Adele így nyilatkozott az esetről a Nylon magazinban: „el sem hiszem, hogy ilyet tettem, annyira hálátlan dolog... Túl sokat ittam, ezzel a sráccal ez volt a kapcsolatunk alapja. Alig bírtam ki nélküle, szóval úgy voltam vele, hogy 'Hát jó, inkább lemondom a cuccaimat'.” Adele elárulta, hogy többek között az is része volt az esetnek, hogy gyűlölt repülni, és rendkívül hiányzott neki szülővárosa, London. 2008 októberében úgy tűnt, hogy Amerika meghódítása kudarcba fulladt. 2008 október 18-án a Saturday Night Live című amerikai showban szerepelt zenei vendégként; az epizód többéves rekordot döntött meg a maga 17 milliós nézettségével. A műsorban Chasing Pavements és Cold Shoulder című dalait adta elő. A következő nap a 19 az iTunes letöltési lista élére került, míg a Chasing Pavements bejutott a Top 25-be. A lemez a Billboard 200 lista tizenegyedik helyéig jutott, mintegy 35 pozíciót javítva előző heti helyezéséhez képest. 2008 novemberére Adele felhagyott az ivással és elhagyta édesanyja házát, majd a londoni Notting Hillbe költözött. 2009 februárjában a lemez aranyminősítést szerzett az Egyesült Államokban (RIAA). 2009 júliusáig az albumból mintegy 2,2 millió példány kelt el világszerte.

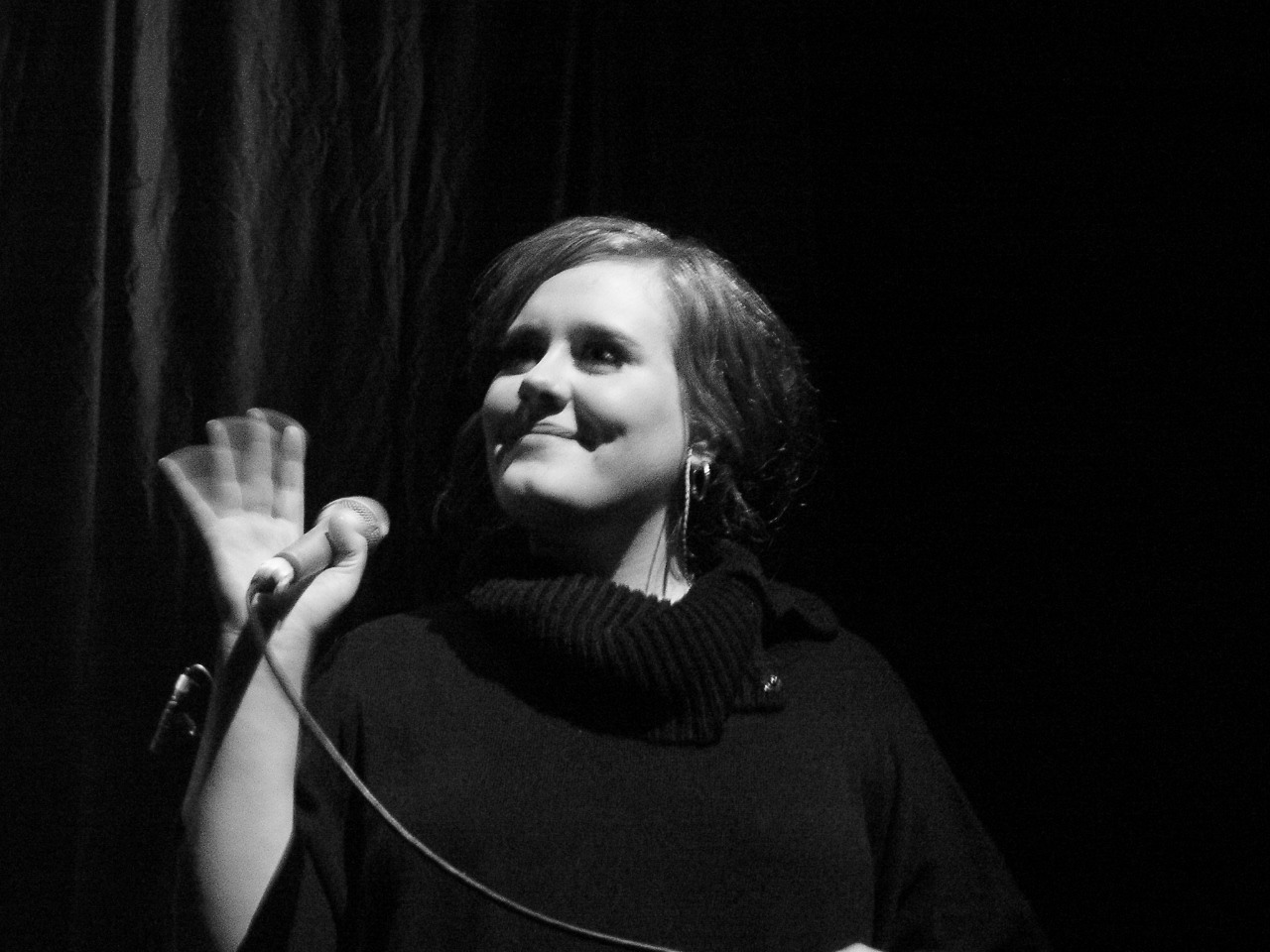
Adele 2009-ben

2009 februárjában az 51. Grammy-gálán Adele elnyerte A legjobb új előadónak, valamint A legjobb női popénekesnek járó Grammy-díjakat amellett, hogy a Chasing Pavements jelölést kapott Az év dala és Az év felvétele kategóriákban is. Adele elő is adta a dalt Jennifer Nettles-szel együtt egy duettben. 2010-ben egy újabb Grammy-jelölést kapott Hometown Glory című daláért A legjobb női popénekes teljesítmény kategóriában. Áprilisban My Same című dala felkerült a német kislemezlistára, miután Lena Meyer-Landrut előadta azt az Unser Star für Oslo (magyarul: A mi sztárunk Oslóba) tehetségkutató showban, melyben arról döntöttek, hogy ki képviselje Németországot a 2010-es Eurovíziós Dalfesztiválon. Szeptember végén Adele Make You Feel My Love című Bob Dylan-feldolgozása felcsendült a brit The X Factor-ban, amely után a dal a negyedik helyen lépett be újra a brit kislemezlistán.

### 2011–2014:21,a világsiker elérése és hiátus
Adele második stúdióalbuma, a 21 2011. január 24-én jelent meg az Egyesült Királyságban és Európa nagy részén, február 22-én pedig Észak-Amerikában. Elmondása szerint az akkori párjával való szakítás inspirálta a dalokat. Az énekesnőt immár megismerte az egész világ, miután az album több mint 26 országban került az albumlisták élére, köztük az Egyesült Királyságban és Amerikában is.

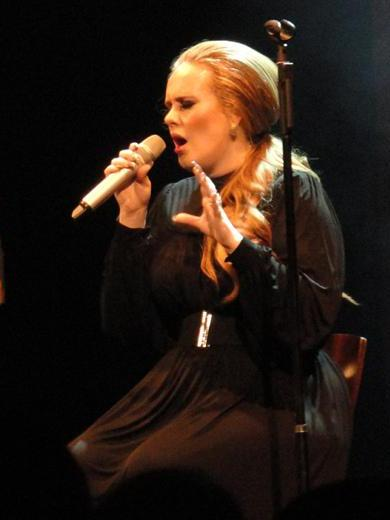
Adele 2011 augusztusában Seattle-ben

2011. február 15-én a Brit Awards-on Adele egy érzelmes előadást nyújtott Someone like You című dalával, amely után a dal az első helyre került a brit kislemezlistán. Első albuma, a 19 újra felkerült az albumlistára a 21 mellett, ugyanakkor Rolling in the Deep és Someone like You kislemezei a Top 5-ben szerepeltek az Egyesült Királyságban, ezzel Adele lett a The Beatles óta az első olyan előadó, akinek az angol listákon két top 5-ös albuma és slágere is volt egyszerre. Mindkét dal jelentős kereskedelmi sikereket ért el szerte a világon, sok helyen eladási rekordokat is döntve. Adele a 2011-es MTV Video Music Awards-on nyújtott teljesítménye után a Someone like You első helyezett lett az amerikai Billboard Hot 100-on. 2011 decemberéig a 21-ből mintegy 3,4 millió példány kelt el az Egyesült Királyságban, ezzel a 21. század legkelendőbb lemezévé vált Amy Winehouse Back to Black című albumát megelőzve. Adele az egyetlen olyan előadóvá vált, aki egy naptári éven belül több mint 3 millió albumot adott el az Egyesült Királyságban. A Set Fire to the Rain Adele harmadik listavezető dala lett Amerikában, amely után Adele a zenetörténelem első előadójává vált, akinek három kislemeze is listavezető lett, miközben albuma a Billboard 200 lista élén tartózkodott.
Az album népszerűsítése céljából Adele meghirdette az Adele Live elnevezésű koncertturnét, melynek észak-amerikai szakasza jelentős kereskedelmi sikereket hozott. Turnéja során 2011 októberében hangszálproblémák léptek fel nála, ami miatt le is kellett mondania a fennmaradó koncerteket annak érdekében, hogy hangja ne károsodjon maradandóan. Adele novemberben hangszálműtéten esett át, melyet Bostonban hajtottak végre. Orvosa, Steven M. Zeitels az effajta műtétek specialistájaként több modern eljárást is kidolgozott már, és több hírességen is végrehajtott hasonló beavatkozásokat. Novemberben DVD formátumban kiadták a turné londoni állomásának felvételét Live at the Royal Albert Hall címmel, amely 96,000 eladott példánnyal rögtön az első helyre került az Egyesült Államokban, majd az év legkelendőbb koncertalbuma lett az országban. Adele a Nielsen SoundScan történetének első olyan előadója, aki egyazon évben kiadta a legkelendőbb albumot (21), kislemezt (Rolling in the Deep), valamint koncertalbumot. November 20-án, a 2011-es American Music Awards-on Adele-t három kategóriában jutalmazták: többek közt ő lett A legjobb pop/rock előadó, illetve A legjobb pop/rock album elismerést is megkapta a 21-ért. December 9-én a Billboard magazin Adele-t nevezte meg Az év előadójának, a 21-et Az év Billboard 200-as albumának, a Rolling in the Deep-et pedig Az év Hot 100-as kislemezének, ezzel Adele az első női előadóvá vált, aki egyazon évben mindhárom kategóriában győzedelmeskedett.

Hangszálműtéte utáni első fellépésére 2012 februárjában került sor az 54. Grammy-gálán. Adele-t összesen hat kategóriában jelölték, melyeket díjakra is váltott, ezzel Beyoncé mellett ő lett a második női előadó, aki egy este alatt hat kategóriában is győzedelmeskedett. A Grammy-gálán történt sikere után a 21 a Nielsen SoundScan történetének legnagyobb ugrását produkálta a heti eladásokban. Február végén Adele elnyerte A legjobb brit női előadónak, illetve A legjobb brit albumnak járó Brit-díjakat, utóbbit George Michael nyújtotta át neki. A díjátadó után a 21 visszakerült a brit albumlista élére, immár huszonegyedik hetét töltve ott. Az Egyesült Királyságban ekkor már a 4,5 milliós eladást is átlépte, amivel a szigetország valaha volt negyedik legkelendőbb lemezévé vált. Novemberben az album eladása elérte a 10 milliót az Egyesült Államokban, így gyémántminősítést szerezve. 2014-ig a 21 mintegy 30 millió példányban kelt el világszerte. Hozzávetőlegesen Adele 40 millió albumot és 50 millió kislemezt adott el világszerte 2014 végéig.

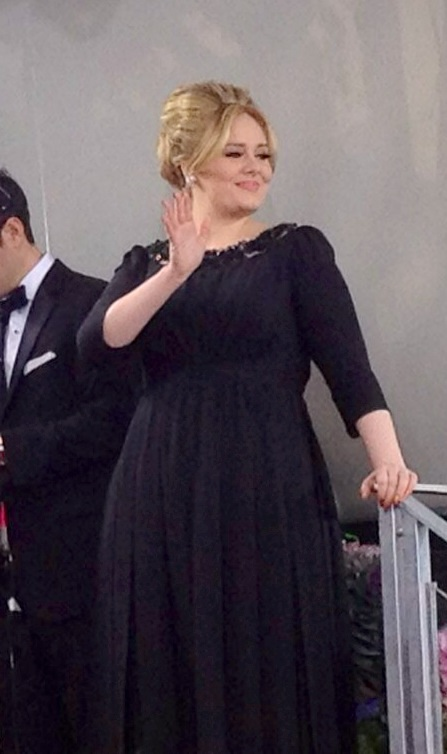
Adele a 2013-as Golden Globe-gálán

2012 októberében jelentette be Adele, hogy a 23. James Bond-film betétdalát tervezi felénekelni. A Skyfall című dalt Paul Epworth producer közreműködésével írta meg és a londoni Abbey Road Stúdióban vették fel. Adele elmondása szerint a Skyfall „életem egyik legbüszkébb pillanata”. Október 14-én a dal 92,000 eladott példánnyal a második helyig jutott a brit kislemezlistán, míg az Egyesült Államokban megjelenése utáni három napban 261,000 példányban kelt el és a nyolcadik helyet szerezte meg a Hot 100-on. A brit kislemezlistát tekintve a Skyfall az egyik legsikeresebb James Bond-betétdallá vált. 2015-ben Sam Smith Writing's on the Wall dala a Skyfall-t megelőzve azonban első helyezett lett.
A Skyfall mintegy 2 millió példányban kelt el világszerte, valamint elnyerte A legjobb eredeti betétdalnak járó Oscar-, és Golden Globe-díjakat. A dalt Adele élőben előadta a 85. Oscar-gálán. 2012 decemberében a Billboard magazin ismét Adele-t nevezte meg „az év előadójának”, a 21 pedig újra megkapta „az év albuma” elismerést, ezzel Adele az első előadóvá vált, aki zsinórban kétszer is megkapta ezeket az elismeréseket. Továbbá a Billboard A legjobb női előadóként is megnevezte az énekesnőt. 2013-ban az 55. Grammy-gálán a Set Fire to the Rain élő felvétele elnyerte A legjobb szóló popelőadás Grammy-díját.
2012. április 3-án bejelentette, hogy harmadik stúdióalbumára még legalább két évet várni kell: „időre van szükségem, élnem kell egy kicsit. Egy jó két évem volt az első és második albumon között, szóval ez most is így lesz.” Elárulta, hogy ő maga fogja továbbra is írni a dalszövegeket és a zenét is. 2013-ban a Grammy-díjátadón megerősítette, hogy harmadik stúdióalbumának munkálatai még nagyon az elején tartanak. Elárulta azt is, hogy továbbra is valószínű a Paul Epworth-szel való együttműködés.
2013 szeptemberében Wiz Khalifa megerősítette, hogy ő és Adele közösen megírtak egy dalt az amerikai rapper Blacc Hollywood című ötödik stúdióalbumára, de az együttműködésből létrejött dal végül mégsem került fel a lemezre. 2014 januárjában az 56. Grammy-gálán Adele megkapta tizedik Grammy-díját, amikor a Skyfall győzedelmeskedett A legjobb vizuális média számára írt dal kategóriában. 2014 májusában 26. születésnapjának előestéjén Adele hivatalos Twitter-oldalán keresztül osztott meg egy sokatmondó szöveget, melynek nagy médiavisszhangja volt. Az üzenet így hangzott: „viszlát 25... még látjuk egymást az évben”. Emiatt a média, köztük a Daily Mail és a Capital FM arról kezdett beszélni, hogy Adele következő albuma a 25 címet kapja és még ebben az évben meg fog jelenni. 2014-ben Adele-t összesen kilenc World Music Awards-díjra jelölték. Augusztus elején Paul Moss úgy nyilatkozott, hogy az album valószínűleg 2014-ben vagy 2015-ben fog a boltok polcaira kerülni. Októberben az XL lemezkiadó elvetette a 2014-es megjelenés tervezetét.

### 2015–2017:25ésAdele Live 2016
2015. augusztus 27-én a Billboard megtudta, hogy az XL kiadó 2015 novemberében tervezi kiadni az énekesnő harmadik stúdióalbumát. Nyilvánosságra került, hogy Danger Mouse részt vett egy dal elkészítésében, Tobias Jesso Jr. írt egy dalt, valamint Ryan Tedder (a 21 album Rumour Has It című dalának egyik társszerzője) újra együtt dolgozik Adele-lel. 2015 szeptemberében, a 72. Velencei Nemzetközi Filmfesztiválon Sia bejelentette, hogy új kislemezének, az Alive-nak Adele az egyik társszerzője és eredetileg az énekesnő harmadik stúdióalbumán kapott volna helyet. Október 18-án a The X Factor reklámszünetében egy harminc másodperces előzetes jelent meg a brit televíziókban, így bejelentve az új anyag érkezését. Az előzetesben Adele az új album egyik dalát énekelte, míg a képernyőkön a dalszöveg volt látható.

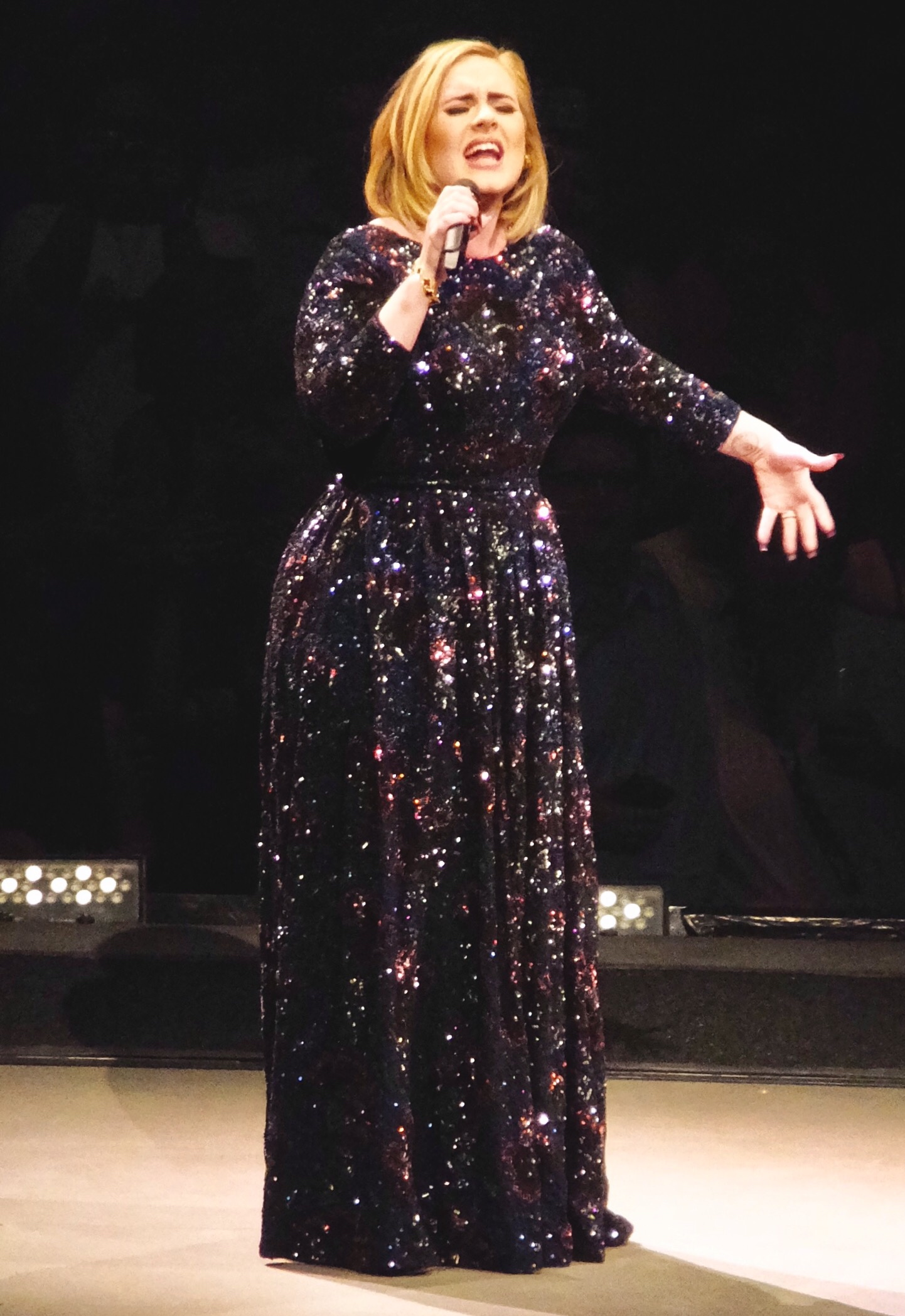
Adele a minnesotai St. Paulban énekel öt év után első észak-amerikai turnéja során 2016 júliusában. Tízmillióan próbáltak jegyet venni Adele világkörüli turnéjának észak-amerikai szakaszára. Mindössze 750 ezer jegy állt rendelkezésre.

Három nappal később egy közleményben megerősítette, hogy az album címe 25, majd elmondta, hogy „az előző lemezem a szakításról szólt, és ha ezt is fel kellene címkéznem valamivel, akkor ez a jóvátételről szól. Az elveszett idők és minden olyan dolog jóvátétele, amit elkövettem, vagy soha nem tettem meg. A 25 arról szól, hogy megismerem azt, akivé lettem anélkül, hogy feltűnt volna. És sajnálom, hogy ennyi időbe telt, de tudjátok, az élet közbeszólt.” Adele úgy gondolja, hogy a 25 az utolsó olyan albuma, amit életkoráról nevezett el. Október 22-én bejelentette, hogy a lemez november 20-án fog megjelenni, valamint, hogy első kislemeze, a Hello október 23-án válik elérhetővé. A dal premierje 23-án reggel volt Nick Grimshaw Radio 1 Breakfast Show című rádiós műsorában Adele vendégszereplésével. Az október 22-én megjelent videóklipet egy nap alatt mintegy 27,7 millióan tekintették meg a YouTube-on, ezzel új 24 órás rekordot döntve. Október 28-án a BBC News arról írt, hogy a Hello-t óránként átlagosan egymillióan nézik meg a YouTube-on. A kisfilm 88 nap alatt érte el az egymilliárdos megtekintést, ezzel szintén új rekordot állítva fel. Október 30-án a dal az első helyen debütált a brit kislemezlistán, miután megjelenése hetében 330,000 példányban kelt el, ezzel az elmúlt három év legkelendőbb kislemezévé vált. A dal a világ számos pontján nyitott rögtön az első helyen, köztük Ausztráliában, Franciaországban, Kanadában, Új-Zélandon, Írországban és Németországban is. November 2-án a Hello az első helyen debütált az amerikai Billboard Hot 100-on és az első olyan dallá vált, ami több mint egymillió digitális példányban kelt el egy hét alatt. 2015 végére az év hetedik legkelendőbb kislemeze lett, miután 12,3 millió példányban kelt el világszerte.
Október 27-én a BBC One bejelentette az Adele at the BBC című egyórás zenés különkiadást Graham Norton műsorvezetésével, amely során Adele amellett, hogy új albumáról beszél, új dalokat is előad élőben. Ez volt az énekesnő első televíziós szereplése a 2013-as Oscar-gála óta. A műsort élő közönség előtt vették fel november 2-án és november 20-án, az album megjelenésekor került adásba. Október 27-én továbbá azt is bejelentették, hogy Adele november 21-én visszatér az amerikai Saturday Night Live című varietéműsorba. Október 30-án Adele megerősítette, hogy november 17-én egy egyestés koncertet fog adni Adele Live in New York City címmel a New York-i Radio City Music Hall-ban. A koncertet december 14-én az NBC csatorna sugározta.
November 27-én a 25 az első helyen debütált a brit albumlistán és új eladási rekordot döntött, miután csak az első héten több mint 800,000 példányban kelt el az országban. Az Egyesült Államokban szintén az első helyen nyitott a Billboard 200 listán 3,38 millió eladott példánnyal az első héten, ezzel a Nielsen SoundScan történetének legnagyobb heti eladását produkálva. A 25 Kanadában és Új-Zélandon is megdöntötte az első heti eladások rekordját. A 25 a 2015-ös év legkelendőbb lemeze lett számos országban, mint például Ausztráliában, az Egyesült Királyságban, illetve az Egyesült Államokban is, ahol hét egymást követő hetet töltött az albumlista élén megjelenését követően. Világviszonylatban a 25 volt az év legkelendőbb albuma, miután csak 2015-ben 17,4 millió példányt vásároltak meg belőle, azóta a 20 milliós eladási értékek is túllépte. Miután új albumával további hét hetet töltött a brit albumlista élén, ezzel három eddigi lemezével együtt Adele összesen már 31 hetet tartózkodott az élen, így a brit albumlista legsikeresebb női előadója lett, lekörözve a korábbi csúcstartót, Madonnát.
2015 novemberében öt év eltelte után bejelentették Adele 2016-os turnéját. Az Adele Live 2016 elnevezésű koncertturné Európából startolt el 2016 februárjában, és többek közt négy dátumot hirdettek meg márciusban a Manchester Arénába, illetve nyolc koncertet a londoni O2 Arénába. További dátumokat hirdettek meg Spanyolországban, Németországban, Olaszországban és Hollandiában is. A turné észak-amerikai szakasza a Minnesota állambeli St. Paulban indult július 5-én.

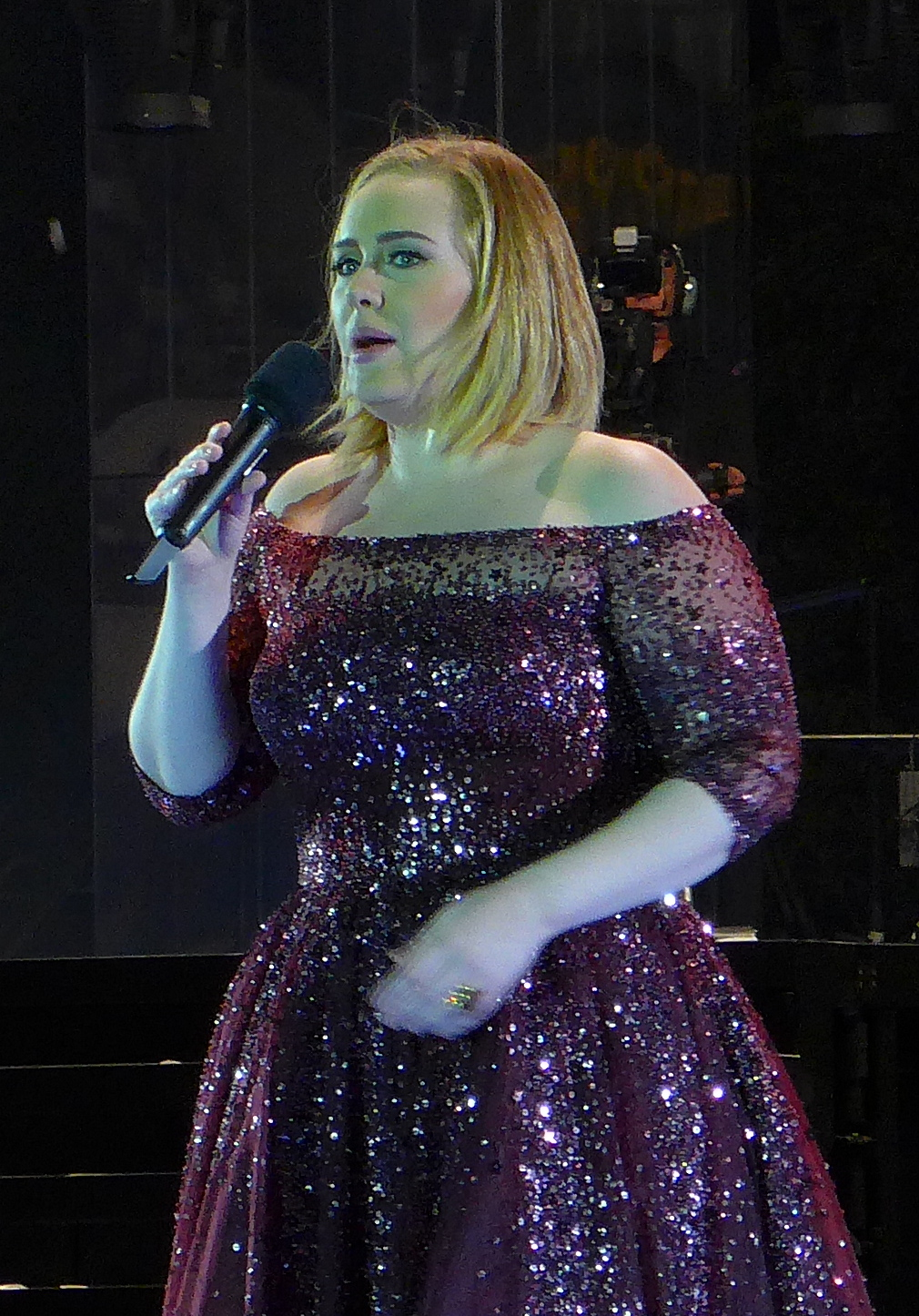
Adele 2017-ben Ausztráliában

Február 24-én, a 2016-os Brit Awards-on Londonban Adele elnyerte A legjobb brit női előadó, A legjobb brit album (25), A legjobb brit kislemez (Hello) és a Nemzetközi siker elismeréseket, ezzel összesen nyolc Brit-díjjal rendelkezik összesen az énekesnő. A díjátadón Adele előadta a When We Were Young című dalt, amely a második kislemezként került kiadásra a 25 albumról. Március 17-én londoni koncertje során az O2 Arénában bejelentette, hogy a 2016-os Glastonbury fesztivál fellépője lesz; ezt később a fesztivál szervezői is megerősítették. Június 25-én lépett fel a fesztivál Pyramid Stage elnevezésű színpadán, ahol egy 90 perces koncertet adott a több tízezres közönségnek, melyet „eddigi élete legjobb pillanatának” nevezett. Világ körüli turnéjának keretein belül 2017 februárjában és márciusában először látogatott el Ausztráliába, ahol az ország különböző stadionjaiban koncertezett. A Sydneyben található ANZ Stadionban két koncertet adott, melyre összesen 190 000 érdeklődő váltott jegyet, ezzel új rekordot állítva fel a stadion történetében.
A turné lezárása alkalmából Adele négy koncertet hirdetett meg a londoni Wembley Stadionban 2017. június 28-ára, 29-ére, valamint július 1-jére, illetve 2-ára. A június 28-i és a július 2-i dátumokat utóbb hirdették meg a szervezők, miután az első két koncertre másodpercek alatt fogytak el a jegyek. A júliusi dátumok azonban a hatalmas kereslet ellenére törlésre kerültek az énekesnő hangszálproblémái miatt. A június 28-i koncerten mintegy 98 000 rajongó volt jelen, ezzel új rekordot döntve az Egyesült Királyságban tartott koncertek történetében. 2016 végén a Billboard magazin harmadszorra is Adele-t nevezte meg Az év előadójának, míg a 25 megkapta A legjobb Billboard 200-as album elismerést. A 25 zsinórban másodjára is a legkelendőbb lemez volt az Egyesült Államokban 2016-ban.
2017 februárjában az 59. Grammy-gálán Adele öt további díjjal gazdagodott, ezzel Grammy-díjainak száma elérte a tizenötöt. 25 című albumával győzedelmeskedett Az év albuma és A legjobb vokális popalbum kategóriákban, valamint Hello című dala elnyerte Az év felvétele, Az év dala és A legjobb szóló popelőadás díjait. A díjátadó során Adele előadta a 2016 decemberében elhunyt George Michael Fastlove című dalát, előadása során azonban technikai nehézségek akadtak és újra kellett kezdenie a megemlékezést.

### 2018–jelen:30és Las Vegas-i rezidencia
2018 júniusában a New Musical Express megírta, hogy Adele megkezdte negyedik stúdióalbumának munkálatait. 2019. május 5-én, 31. születésnapján Adele több fekete-fehér képet is posztolt magáról az Instagram-fiókján, hogy megünnepelje ezt az alkalmat, egy, az előző évre reflektáló üzenettel együtt. A média úgy vette a posztot, mint egy jelzést, hogy egy új album van érkezőben. Az énekesnő elmondása szerint az album 2020 szeptemberében jelent volna meg, azonban a Covid19-világjárvány miatt ez a dátum határozatlan ideig tovább halasztódott. 2020. október 24-én Adele négy év után először szerepelt televízióban, amikor H.E.R.-rel közösen vezette a Saturday Night Live műsorát.
2021. október 1-jén világszerte megjelent a „30”-as szám különböző nevezetességre vagy épületekre kivetítve. Nem sokkal később Adele hivatalos weboldala és social media platformjainak háttere is megváltozott, ezzel bejelentve új albumának, a 30-nak az érkezését. 2021. október 5-én bejelentette az Easy on Me című kislemezét, amely október 15-én jelent meg. Ezt követte az albummegjelenés bejelentése is, ami 2021. november 19-én került a boltok polcaira. Október 7-én bejelentették, hogy Adele fog szerepelni a Vogue magazin novemberi számának címlapján az Egyesült Államokban és az Egyesült Királyságban is. Október 15-én megjelent az album első kislemeze Easy on Me címmel, amely rögtön első napján rekordot döntött a Spotify-on és az Amazon Music-on. A dal az első helyen debütált a brit kislemezlistán, ez volt Adele harmadik listavezető dala az országban, és 2017 januárja óta a legmagasabb első heti eladásokat produkálta. A Billboard Hot 100 listájának élére kerülve ez az ötödik amerikai listavezető kislemeze. 2021. október 28-án a londoni Hyde Parkban 2022. július 1-jére és 2-ára tervezett két koncertjére kevesebb mint egy óra alatt elfogytak az elővételes jegyek. A Pop Crave szerint aznap több mint 1,3 millióan próbáltak jegyet venni a két koncertre. Jim King, az AEG európai fesztiválokért felelős részlegének vezérigazgatója kijelentette, hogy Adele „több millió jegyet tudott volna eladni a koncertekre, akkora a kereslet iránta”.
A 30 2021. november 19-én jelent meg, és világsiker lett, 24 országban első helyezést ért el. Az Egyesült Királyságban az album 261 000 eladott példánnyal az első helyen debütált a brit albumlistán, ami Ed Sheeran 2017-es Divide című albuma óta a legnagyobb nyitóhetet jelenti egy album számára, és Adele saját 25 című albuma óta a legmagasabb első heti eladásokat produkálta egy női előadó albumánál, így a 2021-es év legkelendőbb albuma lett az országban. Az Egyesült Államokban ez volt Adele harmadik egymást követő Billboard 200-as listavezető albuma, és az év legkelendőbb lemeze is. A 30 volt a 2021-es év legkelendőbb albuma világszerte, a Global Album All-Format Chart, a Global Album Sales Chart és az újonnan létrehozott Global Vinyl Album Chart élén. Az album egy év alatt összesen 5 millió fizikai példányban kelt el. Ez volt az első olyan albuma, amelyet globálisan a Columbia Records forgalmazott, ahelyett, hogy a világ nagy részén az XL Recordings és a Beggars Group regionális terjesztési partnerei, Észak-Amerikában pedig a Columbia között oszlott volna meg. 2022. február 8-án a 30 nyerte el Az év brit albuma díjat a 42. Brit Awards-on, ezzel Adele lett az első szólóelőadó a történelemben, aki háromszor kapta meg ezt az elismerést.

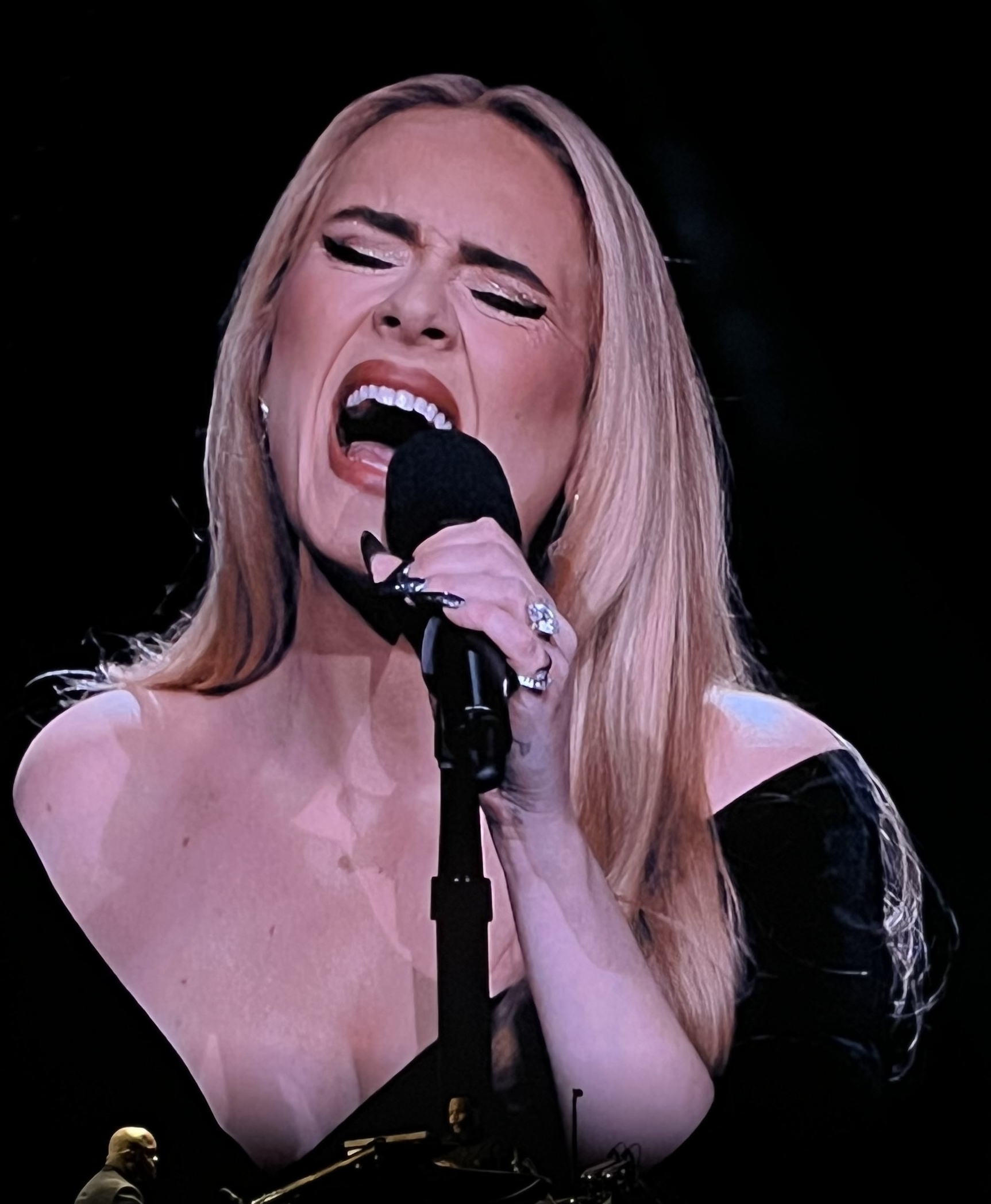
Adele fellépés közben a Weekends with Adele keretében 2023 februárjában

2021. november 30-án Adele bejelentette Las Vegas-i rezidenciáját Weekends with Adele címmel a The Colosseum at Caesars Palace-ban, amely 2022. január 21-től 2022. április 16-ig futott volna, azonban 2022. január 20-án bejelentette, hogy a rezidenciát elhalasztották „a szállítási késedelmek és a Covid” miatt. Július 25-én bejelentették, hogy a Las Vegas-i rezidencia 2022. november 18-tól 2023. március 25-ig fut majd, az eredetileg tervezettnél nyolc dátummal többel, összesen 32 koncertet adva. Szeptember 3-án Adele Emmy-díjat nyert A legjobb varieté különkiadás (előre rögzített) kategóriában az Adele – Az interjú című televíziós különkiadásáért. A Weekends with Adele széleskörű kritikai elismerést kapott, a Billboard kritikájában „rendkívül és lélegzetelállítóan látványosnak” nevezte az előadást, hozzátéve: „Figyelemre méltó volt látni, hogy egy előadó az ő szintjén ennyire jelen van, és ennyire magáénak érzi mindazt, amit elért”. A The New York Times beszámolt arról, hogy Adele többször is elsírta magát a műsor alatt, és hozzátették: „Adele színpada lélegzetelállító, tele drámával és a hangjához illő eleganciával”. A The Times négycsillagos kritikájában az előadásról azt írta, hogy „látványosak, meghittek és megérik a várakozást”. Novemberben, a rezidencia második hétvégéjén Adele két további dátumot jelentett be a szilveszteri hétvégére, így a koncertek száma 34-re emelkedett.
Adele 2023 februárjában részt vett a 65. Grammy-díjátadón, miután hét jelölést kapott. A legjobb szóló popénekes teljesítményért járó Grammy-díjat ítélték oda neki az Easy on Me című daláért, ezzel tovább növelve a kategóriában legtöbb győzelmet szerzett előadói rekordját. Vegasi rezidenciája egyik koncertjén, március 25-én Adele bejelentette, hogy további 34 koncertre meghosszabbította rezidenciáját azzal a szándékkal, hogy felvesz egyet, „hogy mindenki, aki látni akarja a műsort [láthassa]”. Később közzétették, hogy a koncertsorozat 2023. június 16-tól november 4-ig lett meghosszabbítva, hasonlóképpen péntek-szombat rendszerrel. Októberben Adele még egyszer utoljára meghosszabbította rezidenciáját, a hosszabbítást Weekends with Adele: The Final Shows címmel jelentette be. További 32 koncertet hirdettek meg, amelyek 2024 januárjától júniusig tartottak. 2024 januárjában négy „egyedülálló” koncertet jelentettek be Münchenben Adele in Munich címmel, melyek 2024 augusztusában kerültek megrendezésre egy külön erre a célra épített helyszínen. Februárban a „hatalmas keresletet” követően további hat időpontot jelentettek be, így összesen tízre emelkedett a koncertek száma. Az első négy koncertre február 7-én, közép-európai idő szerint 10 órakor indult az elővételes jegyértékesítés, és a jelentések szerint 3 millióan álltak sorba a jegyekért.
2024. július 16-án Adele egy interjúban elárulta, hogy rezidenciája végét követően határozatlan időre szünetet tart a zenélésben, és nem tervez új albumot kiadni.

## Művészete

### Inspirációk és kedvenc előadói

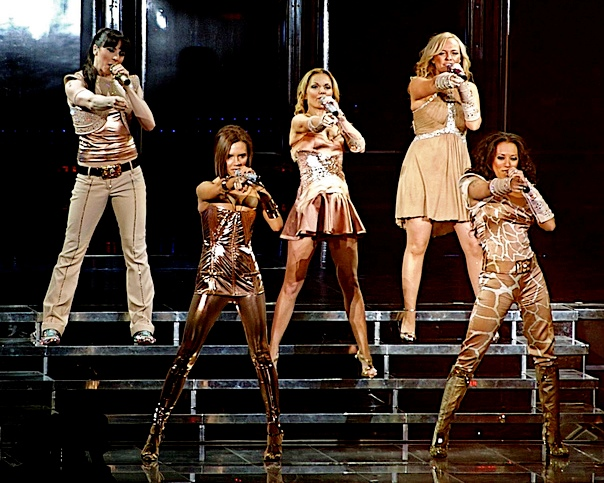
Adele a Spice Girls-t említi, mint a legnagyobb hatás a zene iránti szeretetére

Adele a Spice Girls-t említette, mint a zene iránti szeretetére és szenvedélyére gyakorolt nagy hatást, azt állítva, hogy „ők tettek azzá, ami ma vagyok.” Gyermekkorában vacsorapartikon a Spice Girls-t utánozta. Azt mondja, hogy "megszakadt a szíve", amikor kedvenc Spice Girls-tagja, Geri Halliwell alias "Ginger Spice" kilépett a csapatból. Lauryn Hill szintén az egyik legnagyobb inspirációja. Egy 2011-es interjúban Adele Hill The Miseducation of Lauryn Hill című lemezét tartotta a kedvenc albumának, miközben azt is elmondta, hogy „8 éves koromban körülbelül egy hónapig elemeztem a lemezt, folyamatosan azon gondolkodtam, hogy mikor leszek annyira szenvedélyes valami iránt, hogy lemezt írjak róla, még ha nem is tudtam, hogy idősebb koromban lemezt fogok készíteni”; miközben Hillnek is köszönetet mondott „a létezésért” egy levélben, amelyet Hill albumának 20. évfordulója tiszteletére szentelt. Felnőttként hallgatta még Sinéad O'Connort, a The Cranberries-t, Bob Marley-t, a The Cure-t, Dusty Springfieldet, Whitney Houstont, Aretha Franklint, Celine Diont, Jeff Buckley-t, and Annie Lennox. és Annie Lennoxot. Korai hatása volt Gabrielle, akit Adele ötéves kora óta csodál. Adele iskolás évei alatt édesanyja készített neki egy flitteres szemfedőt, amivel a Hackney-i születésű sztárként lépett fel egy iskolai tehetségkutató versenyen.
Miután Dél-Londonba költözött, olyan R&B előadók iránt kezdett érdeklődni, mint Aaliyah, Destiny's Child, Mary J. Blige és Alicia Keys. Adele azt nyilatkozta, hogy élete egyik legmeghatározóbb pillanata az volt, amikor látta Pinket fellépni a londoni Brixton Academyben. Azt mondja: „Ez a Missundaztood lemez volt, úgy 13 vagy 14 éves lehettem. Soha nem hallottam még a helységben, hogy valaki így énekeljen élőben [...] Emlékszem, hogy úgy éreztem magam, mintha egy szélcsatornában lennék, a hangja egyszerűen megcsapott. Hihetetlen volt.”

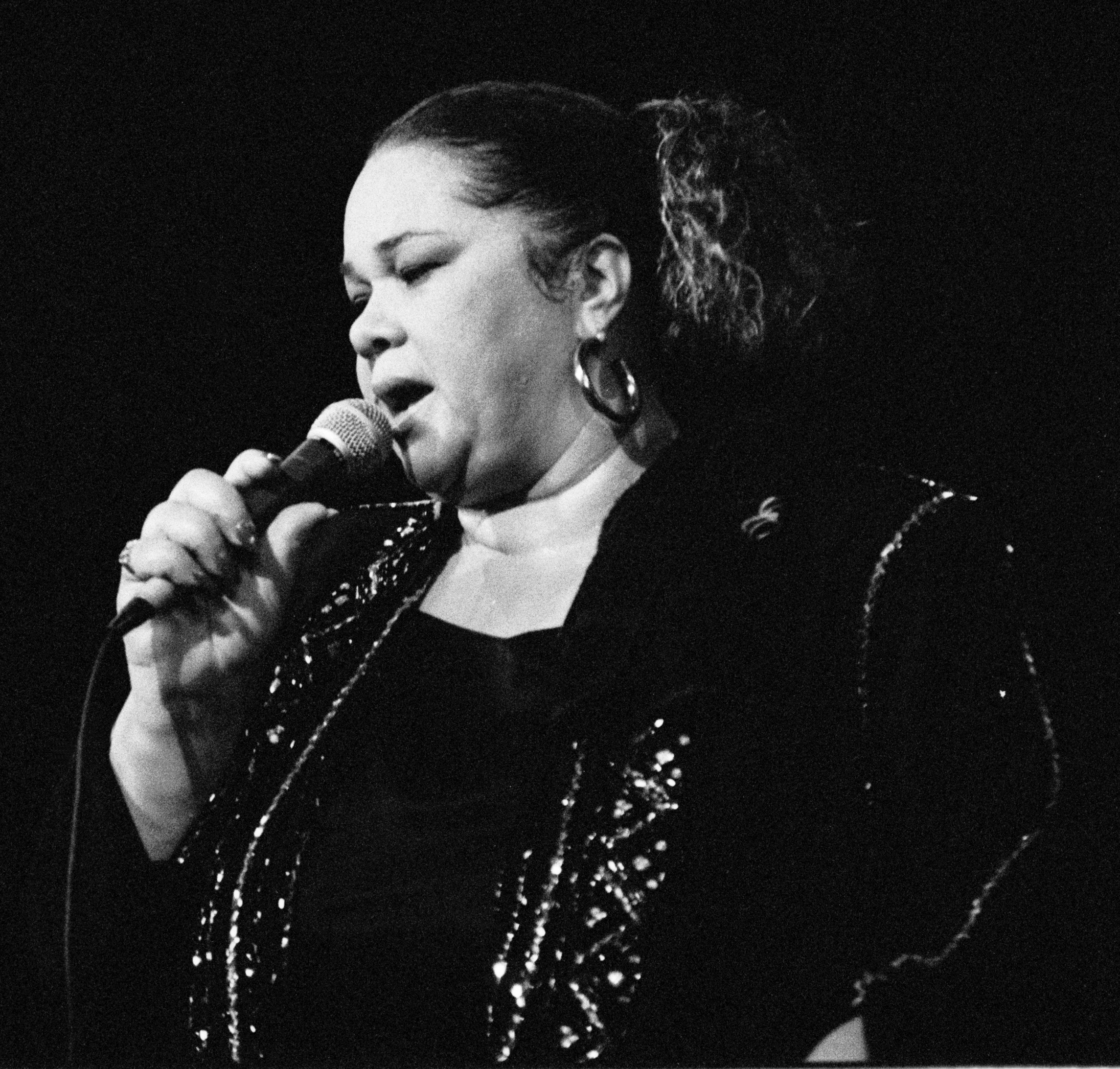
Tizenéves korában Adele Etta James-t hallgatott, miközben fejlesztette énekesi képességeit

2002-ben a 14 éves Adele felfedezte Etta Jamest és Ella Fitzgeraldot, amikor a helyi zenebolt jazz részlegén rábukkant a művészek CD-ire. Meglepte a lemezborítókon való megjelenésük. Adele azt állítja, hogy ezután „minden este egy órán át Etta Jamest hallgatott”, és eközben „megismerte a saját hangját”. Amy Winehouse-nak és a 2003-as Frank című albumának tulajdonította, hogy inspirálták őt a gitározásra, és azt mondta: „Ha Amy és a Frank nem lettek volna, száz százalék, hogy nem vettem volna gitárt a kezembe, nem írtam volna meg a Daydreamert vagy a Hometown Glory-t, és a Someone Like You-t is gitáron írtam.”
Lana Del Rey, Grimes, Chvrches, FKA Twigs, Alabama Shakes, Kanye West, Rihanna, Britney Spears, Frank Ocean, a Queen és Stevie Nicks iránt is csodálatát fejezte ki. 2017-ben Beyoncét különleges inspirációként jellemezte, „élete művészének” nevezte, és hozzátette: „a többi művész, aki ennyit jelent nekem, már mind halott.” Adele Madonna 1998-as Ray of Light című albumát említette 25 című albumának „fő inspirációjaként”. Kijelentette, hogy a 25 megjelenését és saját visszatérését a zseniális Kate Bush inspirálta, aki 2014-ben 35 évvel az utolsó élő fellépése után, egyetlen 1979-es turnéja után 35 évvel tért vissza a színpadra. Adele megemlítette, hogy Max Martin munkája Taylor Swift I Knew You Were Trouble című dalán, a Send My Love (To Your New Lover) című dalához adta az ihletet, mondván: „Azt kérdeztem: 'Ki csinálta ezt?' Tudtam, hogy Taylor volt, és mindig is szerettem őt, de ez egy teljesen más oldal – mintha azt akarnám tudni, hogy ki hozta ezt ki belőle. Nem tudtam, hogy tudom, ki az a Max Martin. Rákerestem a Google-on, és azt gondoltam: Szó szerint ő írta életem minden hatalmas filmzenéjét. Szóval megkértem a menedzsmentemet, hogy keressék meg. Eljöttek Londonba, én pedig elvittem a gitáromat, és azt mondtam: "Megvan ez a riff", és aztán a Send My Love nagyon gyorsan megtörtént.”

### Zenei stílusa
Adele 19 című debütáló albuma a soul műfajába tartozik, szövegei a szívfájdalomról és a párkapcsolatról szólnak. Sikere több más brit soulénekesnővel egy időben jelentkezett, a brit sajtó új Amy Winehouse-nak titulálta. Ezt az Egyesült Államok harmadik brit zenei inváziójaként jellemezték. Adele azonban álságosnak nevezte a közte és más soul énekesnők közötti összehasonlításokat, megjegyezve, hogy „mi egy nem vagyunk, nem egy műfaj”. Az AllMusic azt írta, hogy „Adele egyszerűen túl varázslatos ahhoz, hogy bárkihez is hasonlítsuk”.
Második, 21 című albuma a debütáló album folk és soul hatásait viseli magán, de további inspirációt kapott az amerikai country és a déli blues zenéből, amelyet a 2008-09-es An Evening with Adele című észak-amerikai turnéja során ismert meg. Az album Adele egyik partnerével való szakítását követően fogant, és a szívfájdalom, az önvizsgálat és a megbocsátás feltárásával a vallomásként éneklő előadó szinte szunnyadó hagyományát tipizálja. Miután a 21-et „szakítós lemezként” emlegette, Adele harmadik stúdióalbumát, a 25-öt „békülő lemeznek” címkézte, hozzátéve, hogy az „az elvesztegetett idő bepótlásáról szól. Kárpótlás mindenért, amit valaha tettem és amit soha nem tettem.” A régi énje utáni vágyakozás, a nosztalgia és az idő múlása miatti melankólia jellemzi a 25-öt, Adele kijelentette: „Rengeteg mindent megbántam, mióta 25 éves lettem. És a szomorúság másképp csapódik belém, mint korábban. Sok olyan dolog van, amiről nem hiszem, hogy valaha is meg fogom csinálni.”

### Énekhangja
Adele mezzoszoprán, hangterjedelme B2-től C6-ig terjed. A Classic FM szerint azonban gyakran összetévesztik egy alt hanggal, mivel a mélyebb hangok eléréséhez feszes mellkasi keverést alkalmaz, ugyanakkor azt is megjegyzi, hogy a hangja a legtisztábbá válik, ahogy emelkedik a regiszterben, különösen a C4-től a C5-ig. A Rolling Stone arról számolt be, hogy a hangszálműtétet követően a hangja „érezhetően nagyobb és tisztább tónusú” lett, és hogy további négy hanggal bővítette a hangterjedelmét. Kezdetben a kritikusok azt állították, hogy az énekhangja fejlettebb és érdekesebb, mint a dalszövegírása, amivel Adele is egyetértett. Ő maga is kijelentette: „Úgy tanultam meg énekelni, hogy Ella Fitzgeraldot hallgattam az akrobatikáért és a skálákért, Etta Jamest a szenvedélyért és Roberta Flacket az irányításért.”
Adele hangja elismerést kapott a zenekritikusoktól. A The Observer a 19 című kritikájában így fogalmazott: „Ahogyan a magánhangzókat nyújtotta, csodálatos lélekkel teli frazeálása, hangjának puszta, hamisítatlan élvezete még inkább kiemelkedett; aligha kétséges, hogy ritka énekesnő.” A BBC Music azt írta: „Dallamai melegséget árasztanak, éneklése időnként lenyűgöző, és ... vannak olyan számai, amelyek mellett Lily Allen és Kate Nash is épp olyan hétköznapinak hangzik, mint amilyenek ők.” Szintén 2008-ban Sylvia Patterson, a The Guardian munkatársa azt írta: „Az összes gobbi új lány közül csak Adele megbabonázó énekhangja rendelkezik azzal a rejtélyes tulajdonsággal, amely az önkéntelen érzelmek könnyeit csalogatja az ember arcára, ahogy előtte Eva Cassidyé tette.” A The New York Times vezető zenekritikusa, Jon Pareles a 21-ről írt kritikájában méltatta Adele érzelmes hangszínét, Dusty Springfieldhez, Petula Clarkhoz és Annie Lennoxhoz hasonlítva őt: „[Adele] tud zokogni, bömbölni és zengeni olyan módon, hogy a figyelem inkább a dalra, mint az énekesnőre irányul.” Ryan Reed, a Paste magazin munkatársa úgy értékelte hangját, mint „egy reszelős, öregkori, telivér szépségű dolgot”, míg Tom Townshend, az MSN Music munkatársa „a [mi] generációnk legjobb énekesnőjének” nevezte. Adele-t „vokális istennőnek” is nevezték.

## Magánélete
Adele 2011-ben kezdett kapcsolatot Simon Konecki jótékonysági vállalkozóval. Közös gyermekük 2012. október 19-én született meg. A szülővé válással kapcsolatban Adele azt mondta, hogy „úgy érezte, hogy valóban él. Volt célja, míg korábban nem volt”. Adele és Konecki adatvédelmi pert indított egy brit székhelyű fotóügynökség ellen, amely 2013-ban családi kirándulásokon készült tolakodó paparazzóképeket tett közzé fiukról. A nevükben dolgozó ügyvédek 2014 júliusában kártérítést fogadtak el a vállalattól. Adele arról is megnyílt, hogy szülés utáni depresszióban, szorongásban és pánikrohamokban szenved.
2017 elején a bulvársajtó arról írt, hogy Adele és Konecki titokban összeházasodtak, amikor a gyűrűsujjukon egyforma gyűrűket láttak rajtuk. Az 59. Grammy-díjátadón Az év albuma díj átvételekor Adele úgy tűnt, hogy megerősítette ezeket a híreket, amikor Koneckit „férjeként” emlegette, amikor köszönetet mondott neki. Ezt 2017 márciusában megismételte, amikor az ausztráliai Brisbane-ben tartott koncertjén azt mondta a közönségnek: „Most már házas vagyok”. A brit Vogue-nak adott 2021-es interjújában azonban elárulta, hogy valójában 2018-ban házasodtak össze, és még abban az évben elváltak. Ez idő alatt Adele háztartásbeli anya lett. 2019 áprilisában Adele képviselői az Associated Press-en keresztül megerősítették a különválást, és megerősítették, hogy ő és Konecki továbbra is együtt nevelik a fiukat. 2019. szeptember 13-án Adele beadta a válókeresetet, amit 2021. március 4-én véglegesítettek. 2021-ben Adele kapcsolatba lépett Rich Paul amerikai sportügynökkel. A 2024. augusztus 9-i müncheni fellépésén elárulta, hogy Paul eljegyezte őt.
2015-ben Adele azt mondta: „Feminista vagyok, hiszek abban, hogy mindenkit egyformán kell kezelni, beleértve a faji és szexuális hovatartozást is”. Az LMBT közösséget támogatja, 2016. június 12-én a belgiumi Antwerpenben adott koncertjét a floridai Orlando meleg éjszakai klubjában aznap korábban történt tömeges lövöldözés áldozatainak ajánlotta, hozzátéve: „Az LMBTQ közösség olyan, mintha a lelki társaim lennének, már egészen fiatal korom óta, úgyhogy ez nagyon meghatott”.
Adele felszentelt lelkész lett, hogy közeli barátja, a humorista Alan Carr és Paul Drayton esküvőjét celebrálja. A 2018 januárjában tartott esküvőre a kaliforniai Los Angelesben található házának kertjében került sor. Adele 2023. október 14-én, a Weekends with Adele koncertrezidenciája során elárulta, hogy a húszas évei óta „határesetes alkoholizmussal” küzdött, és hogy három hónapja teljesen józan.
Politikailag a Munkáspárt támogatója, 2011-ben azt mondta, hogy ő „ízig-vérig munkáspárti lány”, és ugyanebben az interjúban kritikusan nyilatkozott a Konzervatív Pártról. E deklarált politikai beállítottsága ellenére Adele negatív visszhangot kapott a Q magazinnak adott 2011-es interjújában az adófizetéssel kapcsolatos megjegyzései miatt. Azt mondta: „Az NHS-t használom, már nem tudok tömegközlekedni amiatt, amit csinálok, állami iskolába jártam, megalázó, hogy 50 százalékot kell fizetnem! A vonatok mindig késnek, a legtöbb állami iskola szar, és nekem kell fizetnem vagy négymillió fontot, te most viccelsz? Amikor megkaptam az adószámlát a 19 után, már készen álltam arra, hogy vegyek egy pisztolyt, és véletlenszerűen tüzet nyissak.”

### Vagyona
2012-ben Adele vezette az Egyesült Királyság leggazdagabb 30 év alatti fiatal zenészek listáját, amely a Sunday Times Rich listáján szerepelt. 2012 júliusában a Forbes listáján a hatodik helyen szerepelt a világ legjobban fizetett 30 év alatti hírességeinek listáján, mivel 2011 májusa és 2012 májusa között 23 millió fontot keresett. Hat egymást követő évben, 2013 és 2018 között Adele vezette az Egyesült Királyság és Írország leggazdagabb 30 év alatti fiatal zenészeinek listáját a Sunday Times éves rangsorában. Adele 2015-ben azt mondta, hogy személyes döntésből utasított vissza mindenféle jövedelmező támogatói ajánlatot. 2015-ben arról számolt be, hogy 4 millió font adót fizetett be az Egyesült Királyságban. 2016 júliusában Adele a Forbes listáján a világ 100 legjobban fizetett hírességének kilencedik helyére került. 2016 novemberében és 2017 novemberében a Forbes listáján a második helyen állt a világ legjobban fizetett női zenészek listáján, 80,5 millió, illetve 69 millió dollárral. A Sunday Times Rich List 2017-ben 125 millió fontra becsülte vagyonát, és az Egyesült Királyság 19. leggazdagabb zenésze volt, miközben ő volt az egyetlen nő a Top 20-ban. Adele két cég tulajdonosa és működtetője: a Melted Stone Ltd és a Melted Stone Publishing. Cégei hivatalos dokumentumai szerint 2017-ben 11,2 millió dollárt keresett a lemezeladásokból származó jogdíjakból az adók után, anélkül, hogy akkoriban új albumot jelentetett volna meg, és miközben szabadidejét töltötte. A Sunday Times 2019-es listáján Adele-t 150 millió fontra (180,5 millió dollár) értékelték, és ezzel a 22. leggazdagabb zenész volt az Egyesült Királyságban, annak ellenére, hogy 2017 óta nem turnézott.
2012-ben Adele és akkori élettársa, Konecki 3,4 millió dollárért vásárolt egy art deco stílusú villát Portslade-ban, Brighton és Hove külvárosában, amelyet 2016-ban 3,7 millió dollárért adott el. Ugyanebben az évben két egymás mellé épített házat vásárolt Kensingtonban 7,7 millió, illetve 7,3 millió dollárért, azzal a szándékkal, hogy összekapcsolja őket. Adele emellett édesanyjának is vásárolt egy házat Nyugat-Londonban, mintegy 817 ezer dollárért. 2013-ban ideiglenesen bérbe vette Paul McCartney 12 000 négyzetméteres egykori kúriáját, meg nem nevezett összegért. 2015-ben Adele 5,2 millió dollárért vásárolt egy mediterrán stílusú nyaralóvillát a kaliforniai Malibuban, majd 2017-ben az eredeti vételárnál kevesebbért, 4,8 millió dollárért adta el. Egy Beverly Hills-i zárt közösségben több ingatlant is vásárolt ugyanabban az utcában, kezdve az első otthonnal, amelyet 2016-ban 9,5 millió dollárért vásárolt Don Mischer-től. 2016 szeptemberében, a turnéja alatt Adele három hétre kibérelte az NBA-játékos Deron Williams tribecai lakását, havi 60 000 dolláros bérleti díjért. 2017-ben ő és Konecki 5,3 millió dollárért vásároltak egy Tudor-kastélyt, a Ridge Hill Manor-t, amely az angol vidéken, East Grinstead külvárosában található. 2019-ben és 2021-ben Adele további két Beverly Hills-i kúriát vásárolt 10,65 millió, illetve 10 millió dollárért; utóbbit Richie-től és férjétől, Joel Maddentől vette meg. 2022 februárjában jelentették, hogy 58 millió dollárért megvásárolta Sylvester Stallone 21 000 négyzetméteres egykori villáját a Los Angeles-i Beverly Parkban.

## Díjak és elismerések

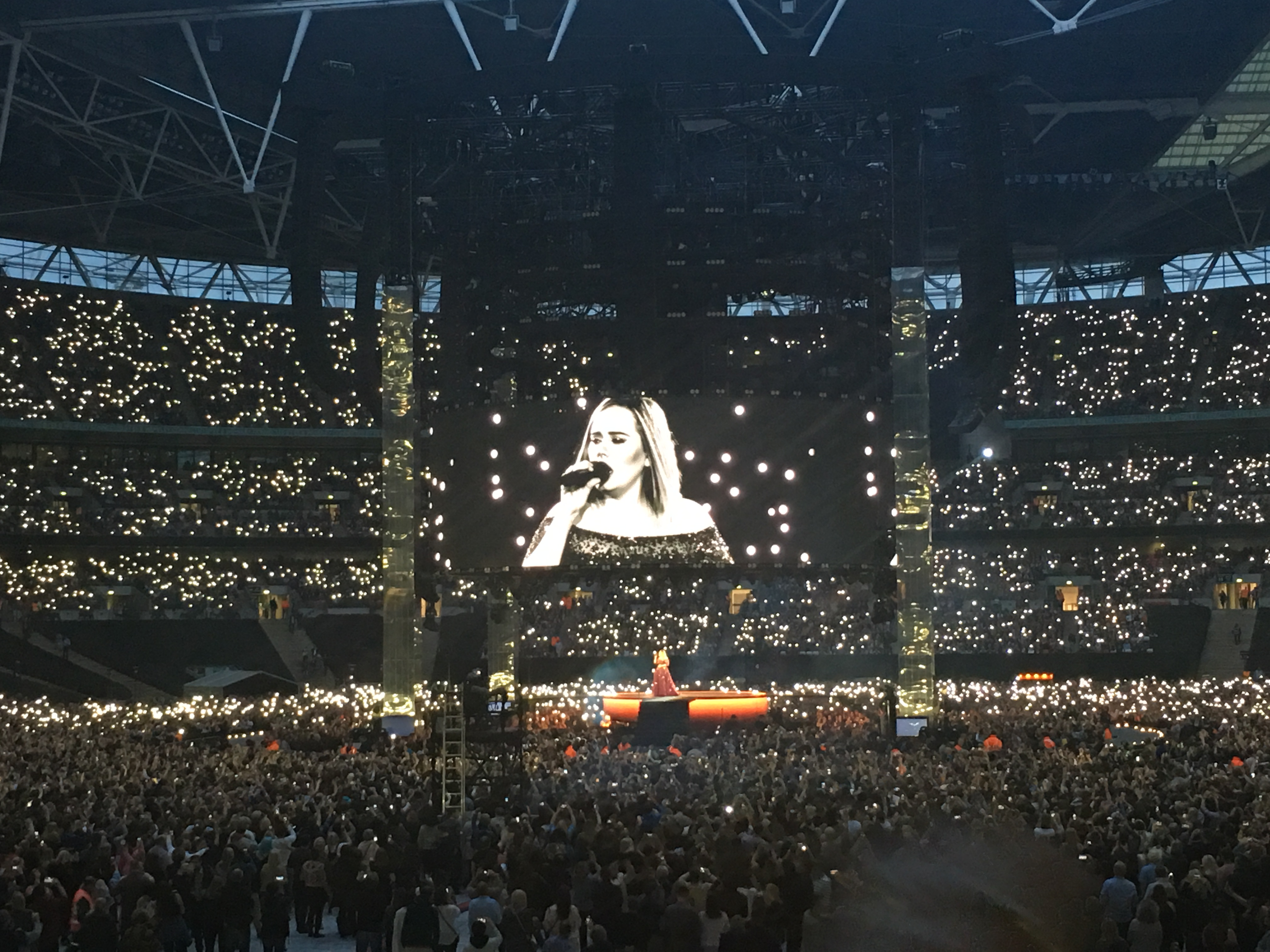
Adele a Wembley Stadionban 2017 júniusában. Adele június 28-i koncertjén 98 000-en vettek részt, ami rekordnak számít az Egyesült Királyság zenei életében

Adele több mint 170 millió lemezt adott el világszerte, ebből 70 millió albumot és több mint 100 millió kislemezt 2022-ig bezárólag, és ezzel a világ egyik legsikeresebb zenei előadója. Ő az egyik olyan előadó, aki naponta a legtöbb bevételt hozza a zeneiparnak.
A 2009-es 51. Grammy-díjátadón a 21 éves Adele A legjobb új előadó és A legjobb női popénekesnő kategóriában nyert díjat. Az év felvétele és Az év dala kategóriában is jelölték. 19 című debütáló albumának sikere miatt Adele-t három Brit Awards-díjra jelölték A legjobb brit női szólóelőadó, Az év brit kislemeze és A legjobb brit új előadó kategóriában. Ezután Gordon Brown brit miniszterelnök köszönőlevelet küldött Adele-nek, amelyben az állt, hogy „az ország pénzügyi nehézségei közepette te vagy a fény az alagút végén”.
Adele második albuma, a 21 rekordot jelentő hat Grammy-díjat, köztük Az év albumát, valamint két Brit-díjat, köztük Az év brit albumát is elnyerte. Adele volt a második előadó (Christopher Cross után) és az első nő, aki pályafutása során mind a négy általános kategória díját elnyerte a Grammy történetében. Az album sikere miatt számos említést kapott a Guinness Rekordok Könyvében. Az Egyesült Államokban 21 nem egymást követő héten át tartó első helyezésével Adele megdöntötte a Billboard történetében a leghosszabb ideig első helyen álló női album rekordját, és ezzel megdöntötte a korábban Whitney Houston The Bodyguard című filmzenéjének rekordját. A 21 2012 márciusában 23. hetét töltötte az első helyen, ezzel 1985 óta a leghosszabb ideig listavezető album lett, és az elmúlt 10 év negyedik legjobban fogyó albuma lett az Egyesült Államokban. A 21 a 21. század legkelendőbb albuma az Egyesült Királyságban, és a brit eladási listák történetének legkelendőbb női albuma, valamint minden idők második legkelendőbb albuma az Egyesült Királyságban. A 21 volt Adele első gyémántlemeze (10 millió eladott példány) az Egyesült Államokban. Március 6-án a 21 30 nem egymást követő héten át volt az ausztrál ARIA Chart első helyén, ezzel a 21. század leghosszabb ideig listavezető albumává vált Ausztráliában, és minden idők második leghosszabb ideig listavezetője lett. 2010-ben Adele 21 vagy 19 című albumai rendkívül népszerűek voltak az Egyesült Királyságban, és egy bizonyos időszakban minden 7. másodpercben eladtak belőlük egy példányt.
2011 májusában a The Guardian „Music Power 100” listáján a „Team Adele” az első helyre került a zeneipar 100 legbefolyásosabb embere között. 2012 februárjában Adele az ötödik helyen szerepelt a VH1 „100 legjobb női előadó” listáján. 2012 áprilisában a Time magazin Adele-t a világ 100 legbefolyásosabb embere közé választotta. 2012. április 30-án a New York-i (Le) Poisson Rouge-ban Broadway Sings Adele címmel tartottak egy Adele tiszteletére rendezett előadást, amelynek főszereplői különböző Broadway-színészek, például Matt Doyle voltak.
A 2012. március 3-án véget ért héten Adele lett az első női szóló előadó, akinek a Rolling in the Deep, a Someone Like You és a Set Fire to the Rain című dalokkal egyszerre három kislemeze is a Billboard Hot 100 top 10-es listáján szerepelt, valamint az első női előadó, akinek két albuma is a Billboard 200-as lista első öt helyezettje és két kislemeze is a Billboard Hot 100-as lista első öt helyezettje között volt egyidőben. Adele vezette a Sunday Times 2012-es, 30 év alatti brit zenészek gazdagsági listáját, és bekerült a Billboard magazin „Top 40 Pénzcsinálók” top 10-es listájába. A Billboard ugyanezen a napon azt is bejelentette, hogy Adele Rolling in the Deep című dala az elmúlt 25 év legnagyobb crossover slágere, amely a pop, a felnőtt pop és a felnőtt kortárs slágerlisták élén áll, és hogy Adele egyike annak a négy női előadónak, akinek egy albuma több mint 13 hétig volt listavezető (a másik három előadó Judy Garland, Carole King és Whitney Houston).
A 2012 májusában megrendezett Ivor Novello Awards-on Adele lett Az év dalszerzője, a Rolling in the Deep pedig elnyerte a 2011-es év Legtöbbet játszott művének járó díjat. Az októberben Londonban tartott 2012-es BMI-díjátadón Adele nyerte el Az év dala díjat (a Rolling in the Deep-ért), mivel ezt a dalt játszották 2011-ben a legtöbbet az amerikai televízióban és rádióban. 2013-ban Adele elnyerte A legjobb eredeti dalnak járó Oscar-díjat a Skyfall című James Bond-betétdalért. Ez az első James Bond-dal, amelyik nyert, és az ötödik, amelyet jelöltek – a For Your Eyes Only (1981), a Nobody Does It Better (1977), a Live and Let Die (1973) és a The Look of Love (1967) után. A Skyfall a 33. Brit Awards-on elnyerte A legjobb brit kislemezért járó Brit-díjat.
2013 júniusában Adele brit királyi kitüntetést kapott a zenében elért eredményeiért, és a Brit Birodalom Rendjének tagja elismerést vehette át Károly hercegtől 2013. december 19-én. 2013 februárjában a BBC Radio 4 Woman’s Hour című műsora az Egyesült Királyság 100 legbefolyásosabb nője közé választotta.
Adele 2015-ben megjelent harmadik albuma, a 25 az év legkelendőbb albuma lett, és számos piacon, köztük az Egyesült Királyságban és az Egyesült Államokban is rekordot döntött az első heti eladások tekintetében. A 25 volt a második albuma, amely gyémánt minősítést kapott az Egyesült Államokban, és öt Grammy-díjat nyert, köztük Az év albuma kategóriában, valamint négy Brit-díjat, köztük Az év brit albuma kategóriában. Adele lett az egyetlen művész a történelemben, aki két alkalommal is megnyerte a Grammy három általános kategóriáját ugyanazon a ceremónián. A 18 jelölésből 15 díjjal Adele több Grammyt nyert, mint bármely más, az Egyesült Államokon kívül született nő. Adele további hét hétig vezette a brit albumlistát, így három albumával összesen 31 hétig volt az első helyen az Egyesült Királyságban, amivel megdöntötte Madonna eddigi rekordját, ami a legtöbb első helyen töltött hetet jelenti egy női előadó számára az Egyesült Királyságban. Az album első kislemeze, a Hello lett az első olyan dal az Egyesült Államokban, amelyből a megjelenését követő egy héten belül több mint egymillió digitális példányt adtak el.
A 2016-os Ivor Novello-díjátadón Adele-t a Brit Dalszerzők, Zeneszerzők és Szerzők Akadémiája másodszor is Az év dalszerzőjének választotta. 2016 áprilisában másodszor szerepelt a világ legbefolyásosabb embereit felsoroló Time 100-as listáján. Adele 2018-ban bekerült a Royal Albert Hall Walk of Fame sétányára, ezzel egyike lett az első tizenegy személynek, aki csillagot kapott a sétányon. Annak ellenére, hogy csak két albumot adott ki az évtizedben (21 és 25), 36 hetével a második legtöbb hetet töltötte az első helyen a brit albumlistán a 2010-es években, öt héttel Ed Sheeran mögött (aki négy albumot adott ki). A 21 és a 25 a 2010-es évek két legkelendőbb albumai voltak az Egyesült Királyságban. 2019 decemberében Izrael legnagyobb tévé- és rádióállomásai a 2010-es évek énekesnőjének választották.
Az Official Charts Company adatai alapján 2021-ben Adele lett a 21. század legkelendőbb női album előadója az Egyesült Királyságban. 2022 májusában a Time magazin harmadik alkalommal választotta a világ 100 legbefolyásosabb embere közé az „Ikonok” kategóriában. Mivel Adele Emmy-, Grammy- és Oscar-díjat nyert 2022-ig bezárólag, egy Tony-díjra van attól, hogy EGOT-státuszt érjen el. 2023 decemberében Adele bekerült a The Hollywood Reporter „2023 Women in Entertainment Power 100” listájára, és megkapta a Sherry Lansing Leadership Awardot.

## Diszkográfia
- 19 (2008)
- 21 (2011)
- 25 (2015)
- 30 (2021)

## Koncertturnék és rezidenciák

### Turnék
- An Evening with Adele (2008–2009)
- Adele Live (2011)
- Adele Live 2016 (2016–2017)

### Rezidenciák
- Weekends with Adele (Las Vegas, 2022-2024)
- Adele in Munich (München, 2024)

## Fordítás
- Ez a szócikk részben vagy egészben  az   Adele (singer) című angol Wikipédia-szócikk fordításán alapul.  Az eredeti cikk szerkesztőit annak laptörténete sorolja fel. Ez a jelzés csupán a megfogalmazás eredetét és a szerzői jogokat jelzi, nem szolgál a cikkben szereplő információk forrásmegjelöléseként.